# 電子現金
電子現金即是將原本的現金改以電子的方式存在，而為了安全上的考量，通常是使用IC卡來儲存電子現金。實體卡片式的只要去發卡單位申辦，即可有一張現金卡，網路虛擬式的電子錢包通常只要在網站上申辦一組帳號再透過網路銀行（或實體ATM轉帳）來儲值。

## 預借卡
有一種和透支整合的提款卡，實質上是預借現金卡，和純粹預存入錢的電子錢包有所不同，而是可向提款機預借現金出來，使用於一些不能刷卡的商店和用途。雖然類似信用卡的預借現金功能，但不是信用卡的延伸功能（與信用卡公司沒有任何關連，所以不能刷卡），是一種存款帳戶的透支功能，具有隨借隨還的特性；然而預借的行為因為是無擔保借款，所以利率極高，香港和台灣都有出現過接近20%的循環利息，使用上需特別注意高額利息。
萬泰銀行發行的「喬治瑪麗（George & Mary）現金卡」是台灣第一張現金卡。

## 储值卡

### 台湾
- 悠遊卡
- 一卡通
- 有錢卡
- icash

### 香港
- 八达通

### 中国大陆
- 交通联合

## 錢包（加密貨幣）
加密貨幣採用的錢包技術，廣義上屬於電子錢包的一種，但由於去中心化的概念，與一般銀行或電子票證公司提供的技術與服務，有很大的不同。

## 相關
- 電子貨幣
  - 數位貨幣
- 储值卡
- 借记卡
- 自動櫃員機